# Silnice II/391
Silnice II/391 je silnice II. třídy v Česku, která spojuje Křižanov a Žďárec. Dosahuje délky 14 km.

## Vedení silnice
Okres Žďár nad Sázavou – Kraj Vysočina
- Křižanov, vyústění z I/37
- Heřmanov
- Vidonín, křížení s II/390

Okres Brno-venkov – Jihomoravský kraj
- Žďárec, zaústění do II/389